# Ealdred (Cornwall)
Ealdred († zwischen 1002 und 1018) war Bischof von Cornwall. Er wurde zwischen 981 und 993 zum Bischof geweiht und trat sein Amt in diesem Zeitraum an. Er starb zwischen 1002 und 1018.